# Monocyphoniscus babadagensis
Monocyphoniscus babadagensis är en kräftdjursart som beskrevs av Radu 1965. Monocyphoniscus babadagensis ingår i släktet Monocyphoniscus och familjen Trichoniscidae. Inga underarter finns listade i Catalogue of Life.